# Questembert
Cet article possède un paronyme, voir Kestemberg.
Questembert [kɛstɑ̃bɛʁ] est une commune française située dans le département du Morbihan, en région Bretagne. La ville est le chef-lieu du canton de Questembert et le centre de Questembert Communauté.

## Géographie

### Situation

#### Points de repères
Questembert est située approximativement entre les villes de Vannes, à 30 km, et Redon, à 35 km. Les plages les plus proches se trouvent à environ 20 km (Billiers, Damgan, Ambon). Le département voisin le plus proche est la Loire-Atlantique, à 25 km.

#### Communes limitrophes
Les distances entre l'hôtel de ville de Questembert et les mairies des communes les plus proches sont : Berric à 5,4 km, Larré à 6,7 km, La Vraie-Croix à 7 km, Lauzach à 7,2 km, Sulniac à 7,6 km, Noyal-Muzillac à 7,8 km, Limerzel à 8 km, Molac à 9,1 km et Le Cours à 9,3 km. Les communes en contact direct avec le territoire de Questembert sont : Larré, Pluherlin, Noyal-Muzillac, La Vraie Croix, Molac, Limerzel et Berric.

#### Espaces naturels
Questembert se situe en arrière du littoral, à 15 km de l'océan Atlantique et une vingtaine de kilomètres du golfe du Morbihan, dans un environnement alternant un paysage de bocage, agricole et naturel, fait de champs, prairies, haies, taillis, bois et landes. Son territoire est traversé par de petits cours d'eau, dont les principaux sont la rivière de Saint-Éloi et le Trévelo.
L'étang de Célac est le principal plan d'eau de la commune. Celui-ci a fait l'objet à partir de septembre 2024 d'une grande vidange transformant l'étang en une zone humide et permettant de restaurer le cours naturel du ruisseau le Tohon.

### Hydrographie
Pour un article plus général, voir Réseau hydrographique du Morbihan.
La commune est située dans le bassin Loire-Bretagne. Elle est drainée par le Saint-Éloi, le Saint Gentien, le Trévelo, le Moulin Pinieux, le Kervily et divers autres petits cours d'eau,.
Le Saint-Éloi, d'une longueur de 37 km, prend sa source dans la commune de La Vraie-Croix et se jette  dans l'Océan Atlantique en limite d'Ambon et de Billiers, après avoir traversé six communes. 
Le Saint-Gentien, d'une longueur de 10 km, prend sa source dans la commune  et se jette  dans l'Arz à Pluherlin, après avoir traversé quatre communes. 
Le Trévelo, d'une longueur de 20 km, prend sa source dans la commune  et se jette  dans la Vilaine à Nivillac, après avoir traversé six communes. 

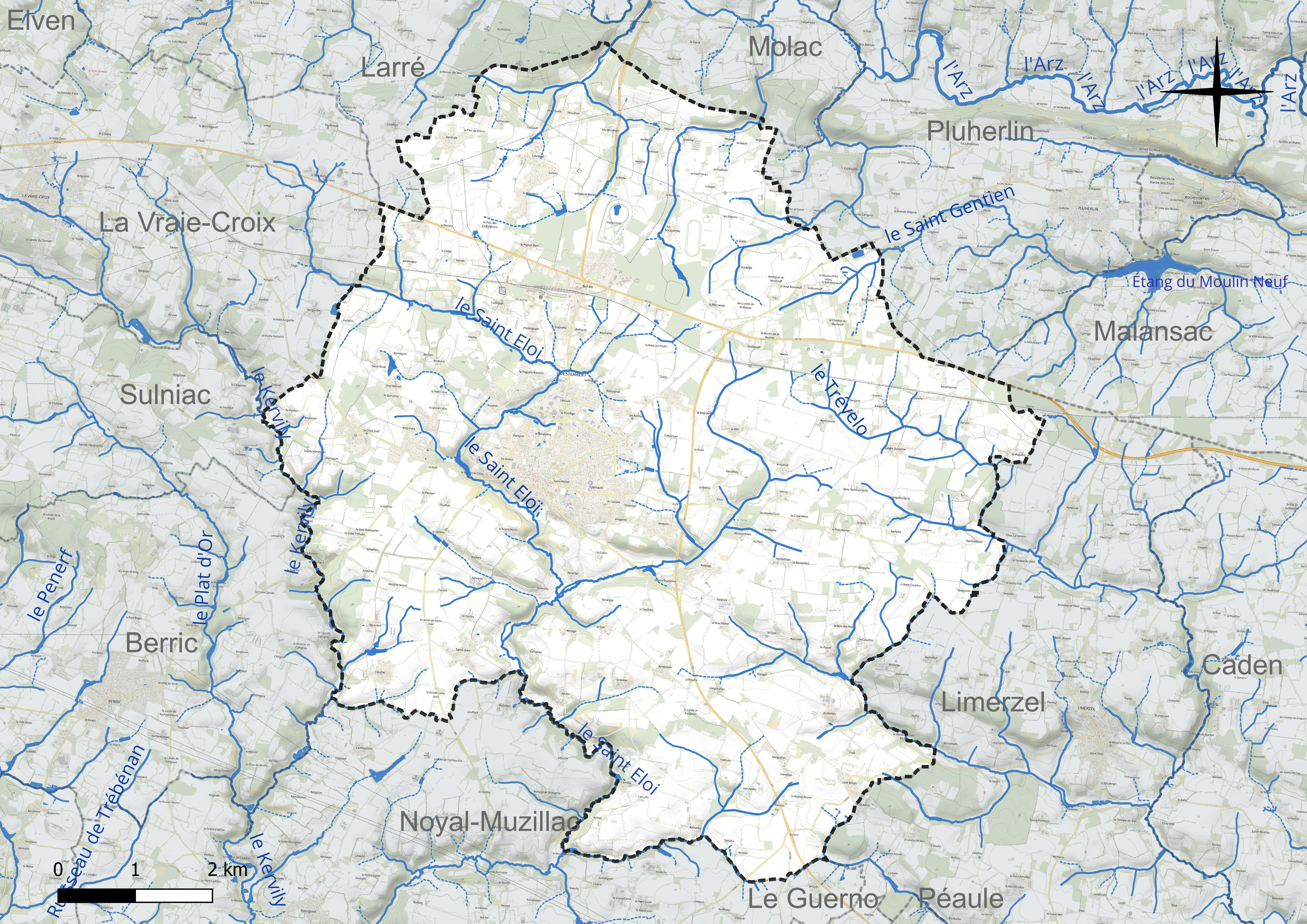
Réseau hydrographique de Questembert.

### Climat
Le climat qui caractérise la commune est qualifié, en 2010, de « climat océanique franc », selon la typologie des climats de la France qui compte alors huit grands types de climats en métropole. En 2020, la commune ressort du type « climat océanique » dans la classification établie par Météo-France, qui ne compte désormais, en première approche, que cinq grands types de climats en métropole. Ce type de climat se traduit par des températures douces et une pluviométrie relativement abondante (en liaison avec les perturbations venant de l'Atlantique), répartie tout au long de l'année avec un léger maximum d'octobre à février.
Les paramètres climatiques qui ont permis d’établir la typologie de 2010 comportent six variables pour les températures et huit pour les précipitations, dont les valeurs correspondent à la normale 1971-2000. Les sept principales variables caractérisant la commune sont présentées dans l'encadré ci-après.
| Paramètres climatiques communaux sur la période 1971-2000 - Moyenne annuelle de température : 11,6 °C - Nombre de jours avec une température inférieure à −5 °C : 1 j - Nombre de jours avec une température supérieure à 30 °C : 2,9 j - Amplitude thermique annuelle : 12,4 °C - Cumuls annuels de précipitation : 869 mm - Nombre de jours de précipitation en janvier : 13,3 j - Nombre de jours de précipitation en juillet : 6,6 j |

Avec le changement climatique, ces variables ont évolué. Une étude réalisée en 2014 par la Direction générale de l'Énergie et du Climat complétée par des études régionales prévoit en effet que la  température moyenne devrait croître et la pluviométrie moyenne baisser, avec toutefois de fortes variations régionales. La station météorologique de Météo-France installée sur la commune et en service de 1988 à 2020 permet de connaître l'évolution des indicateurs météorologiques. Le tableau détaillé pour la période 1981-2010 est présenté ci-après.
| Mois                                  | jan.             | fév.             | mars          | avril       | mai           | juin          | jui.          | août          | sep.          | oct.          | nov.          | déc.          | année      |
| ------------------------------------- | ---------------- | ---------------- | ------------- | ----------- | ------------- | ------------- | ------------- | ------------- | ------------- | ------------- | ------------- | ------------- | ---------- |
| Température minimale moyenne (°C)     | 3                | 2,9              | 4,1           | 5,2         | 8,8           | 11            | 12,7          | 12,7          | 10,4          | 8,4           | 5             | 2,8           | 7,3        |
| Température moyenne (°C)              | 6,1              | 6,6              | 8,6           | 10,3        | 14            | 16,7          | 18,4          | 18,7          | 15,9          | 12,6          | 8,7           | 6             | 11,9       |
| Température maximale moyenne (°C)     | 9,2              | 10,3             | 13,1          | 15,4        | 19,3          | 22,4          | 24,1          | 24,7          | 21,4          | 16,8          | 12,4          | 9,2           | 16,6       |
| Record de froid (°C) date du record   | −11,9 02.01.1997 | −10,5 08.02.1991 | −10 01.03.05  | −3 05.04.12 | −1,3 06.05.19 | 2 09.06.1989  | 4,8 10.07.04  | 4 31.08.1990  | 0 28.09.1990  | −3,5 21.10.10 | −7 21.11.1993 | −9,3 26.12.10 | −11,9 1997 |
| Record de chaleur (°C) date du record | 19 27.01.03      | 22 27.02.19      | 23,8 19.03.05 | 29 20.04.18 | 31,3 26.05.17 | 36,2 27.06.19 | 36,6 23.07.19 | 38,5 09.08.03 | 32,5 07.09.16 | 28,6 02.10.11 | 21,1 01.11.15 | 16 24.12.1989 | 38,5 2003  |
| Précipitations (mm)                   | 129,3            | 88,2             | 82,7          | 75,1        | 87,3          | 51,4          | 58,4          | 49,4          | 81,3          | 119,6         | 112,7         | 134,7         | 1 070,1    |

### Cadre géologique

Carte géologique du Massif armoricain.

La région de Questembert est située dans le domaine varisque sud-armoricain qui est un témoin de la tectonique tangentielle hercynienne, avec le cisaillement sud-armoricain constitué de deux branches. La branche sud est bordée au Nord par une bande de leucogranite (granite clair, à muscovite et biotite, semblable aux granites à deux micas qui jalonnent le cisaillement sud-armoricain), épais de 2 km, issue de fondus anatectiques, daté de 329 ± 21 Ma, dont la forme, en « goutte d'eau renversée », montre une racine étroite. Cette roche constitue le massif granitique de Grand-Champ/Allaire plus connu sous le nom de massif granitique de Questembert, qui forme un appendice de quelque 70 kilomètres de long pour quelque 5 kilomètres de large. Ce massif est intrusif dans les schistes du briovérien (qui ne subsistent qu’à l’état de panneaux entre les lobes de ce massif dont ils forment l’encaissant) et localement paléozoïques affectées par un métamorphisme de contact ubiquiste.

### Voies de communication

#### Routes
L'ancienne route nationale 775 (aujourd'hui déclassée en route départementale) traverse d'ouest en est en passant au lieu-dit Bel-Air à 3 km au nord du centre de la ville, permettant de rejoindre la RN 166 de Rennes à Vannes. Des routes départementales orientées nord-sud (dont la D1, surnommée «Route bleue») permettent d'accéder à la RN 165 de Nantes à Brest.

#### Trains
La voie de chemin de fer de Paris à Quimper traverse la commune d'est en ouest. La gare de Questembert, située à Bel-Air, est le lieu d'arrêt des TER Bretagne, permettant notamment de rejoindre les gares de Vannes ou Redon pour accéder aux correspondances avec le TGV Atlantique.

#### Aéroports
L'aéroport de Vannes-Meucon, réservé aux petits avions privés, est situé à moins de 20 km. Les aéroports ouverts au trafic national et international les plus proches sont : l'aéroport de Lorient - Bretagne Sud sur la base de Lann-Bihoué à 90 km ; l'aéroport de Nantes Atlantique à 100 km et l'aéroport de Rennes - Saint-Jacques à 90 km.

#### Voie verte
La voie verte de Saint-Malo à Rhuys s'arrête provisoirement à Bel-Air en Questembert. Elle permet notamment de rejoindre le chemin de halage du canal de Nantes à Brest et la ville de Ploërmel.

## Urbanisme

### Typologie
Au 1er janvier 2024, Questembert est catégorisée bourg rural, selon la nouvelle grille communale de densité à sept niveaux définie par l'Insee en 2022.
Elle appartient à l'unité urbaine de Questembert, une unité urbaine monocommunale constituant une ville isolée,. La commune est en outre hors attraction des villes,.

### Occupation des sols

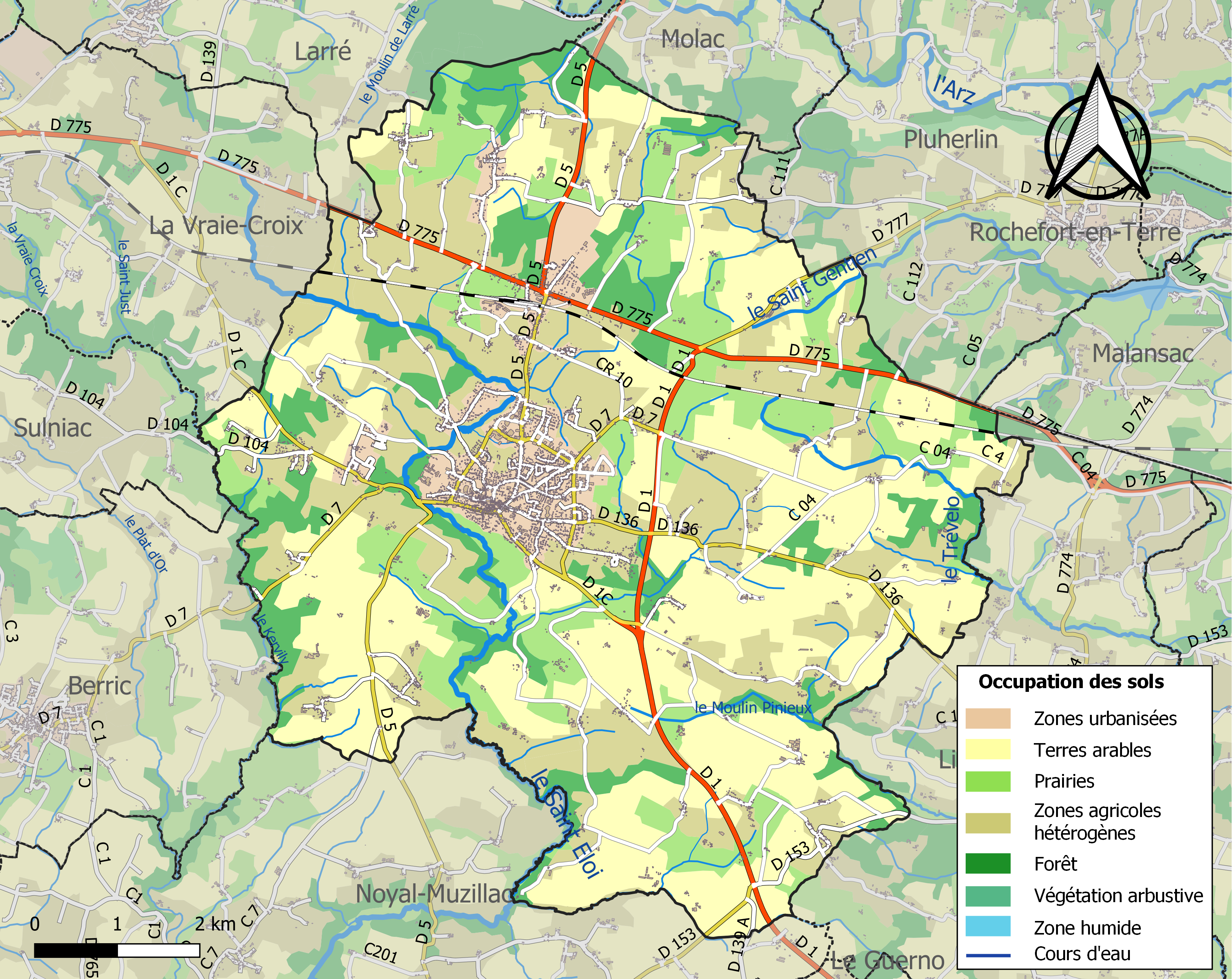
Carte des infrastructures et de l'occupation des sols de la commune en 2018 (CLC).

Le tableau ci-dessous présente l'occupation des sols de la commune en 2018, telle qu'elle ressort de la base de données européenne d’occupation biophysique des sols Corine Land Cover (CLC).
| Type d’occupation                                                                   | Pourcentage | Superficie (en hectares) |
| ----------------------------------------------------------------------------------- | ----------- | ------------------------ |
| Tissu urbain discontinu                                                             | 5,0 %       | 330                      |
| Zones industrielles ou commerciales et installations publiques                      | 1,1 %       | 72                       |
| Équipements sportifs et de loisirs                                                  | 0,7 %       | 47                       |
| Terres arables hors périmètres d'irrigation                                         | 35,1 %      | 2301                     |
| Prairies et autres surfaces toujours en herbe                                       | 15,1 %      | 994                      |
| Systèmes culturaux et parcellaires complexes                                        | 29,6 %      | 1939                     |
| Surfaces essentiellement agricoles interrompues par des espaces naturels importants | 1,2 %       | 81                       |
| Forêts de feuillus                                                                  | 3,1 %       | 203                      |
| Forêts de conifères                                                                 | 4,0 %       | 265                      |
| Forêts mélangées                                                                    | 5,0 %       | 331                      |
| Source : Corine Land Cover                                                          |             |                          |

## Toponymie
Diverses appellations de la petite ville sont relevées selon les époques, notamment : Kaistemberth en 1160, Questebert et Questembert en 1164, Kestembert en 1255, Kestemberts en 1261, Questembert en 1266, Questelberz en 1387, Quinntembert en 1428, Questelbertz et Questebert en 1453, Quenstelbertz en 1482, Quitinber en 1630 et Guistemberg en 1636.
Le nom de la localité possède un nom en breton, Kistreberh, et un nom en gallo, Qhitembè prononcé [tʃitɑ̃be] [citɑ̃bɛ] ou [cetɑ̃be].
En breton, Kistreberzh aurait pour origine « kisten berh », qui signifie « pays des châtaignes ».

## Histoire

### Moyen-Âge
Arthur de La Borderie, reprenant l'Histoire de la Bretagne de Pierre le Baud, indique qu'Alain le Grand, roi de Bretagne, aurait écrasé les Vikings dans les environs de Questembert. Il estime date entre le 1er aout et le 8 novembre. Des 15 000 Normands, 400 ou 40, selon les sources, eurent la vie sauve en s'enfuyant vers leurs bateaux. Mais cette localisation est remise en cause par les historiens modernes qui pensent que ce combat se serait déroulé nettement plus à l'est[réf. souhaitée].
Alain le Grand est à associer à Judicaël, son rival devenu allié, tué à l'extrémité ouest du front, avant la bataille[réf. souhaitée]. Une stèle de granite de 5 m de hauteur a été érigée place Gombaud en 1907 par l’Union Régionaliste Bretonne à l’occasion du millénaire de la mort du roi Alain le Grand. Elle commémore la victoire du chef breton sur les Normands.

### Temps modernes
Six missions paroissiales prêchées par des Lazaristes, furent organisées à Questembert en 1724, 1737, 1749, 1763, 1775 et 1787.

### Combat de Coëtbihan
En 1793, Questembert est le théâtre d'affrontements entre Républicains et Chouans. Le combat de Coëtbihan en est l'épisode le plus sanglant.

### LeXXesiècle

#### La Belle Époque
En application de la loi sur les congrégations du 7 juillet 1904, l'école congréganiste tenue par les Frères des écoles chrétiennes dût fermer à partir du 1er octobre 1904.

#### La Première Guerre mondiale
Le monument aux morts de Questembert porte les noms de 192 soldats morts pour la France pendant la Première Guerre mondiale.

#### La Seconde Guerre mondiale
Le monument aux morts de Questembert porte les noms de 32 personnes mortes pour la France pendant la Seconde Guerre mondiale. Sept résistants ont été fusillés ou sont morts en déportation : parmi eux Albert le Brun et Gabriel Malard, tous deux le 8 juin 1944 à la caserne du Colombier à Rennes.
La gare de Bel-Air, à la jonction entre la ligne ferroviaire Paris-Quimper et de celle qui venait de Malestroit, vit transiter (les transits étaient organisés par un hôtelier-restaurateur de Bel-Air) de nombreux aviateurs alliés cherchant à gagner des ports des Côtes-du-Nord afin de regagner l'Angleterre. Un cheminot, Stanislas Pivaut, mourut en déportation le 30 juin 1941 au  stalag II-D de Stargard.
Des résistants FFI de Questembert furent tués lors de combats contre les Allemands : Christophe Flatrès le 5 août 1944 à Questembert et René Daniel le 2 novembre 1944 à Nostang.

#### L'après Seconde Guerre mondiale
Un soldat originaire de Questembert est mort pour la France pendant la Guerre d'Indochine et un autre pendant la Guerre d'Algérie.

### LeXXIesiècle
La centrale solaire de l’Épine est inaugurée le 18 octobre 2022 ; ses 5 000 panneaux photovoltaïques produisent 3 100 MWh ; elle est installée sur une ancienne décharge à cheval sur les communes de Limerzel et Questembert.
La commune fait appel depuis 2005 à des chevaux territoriaux de race bretonne pour la réalisation de tâches de service public (entretien d'espaces verts, transports de personne...). En 2025, une pétition est lancée par un conseiller municipal apparenté LFI de Rochefort-en-Terre, et relayée par le micro-parti Révolution écologique pour le vivant, contre l'utilisation de ces chevaux ; elle est signée par 25 000 personnes. Le maire divers gauche de la commune répond que les chevaux de trait municipaux de Questembert travaillent 4 heures par jour maximum, et sont bien traités.

## Démographie
L'évolution du nombre d'habitants est connue à travers les recensements de la population effectués dans la commune depuis 1793. Pour les communes de moins de 10 000 habitants, une enquête de recensement portant sur toute la population est réalisée tous les cinq ans, les populations de référence des années intermédiaires étant quant à elles estimées par interpolation ou extrapolation. Pour la commune, le premier recensement exhaustif entrant dans le cadre du nouveau dispositif a été réalisé en 2004.

En 2022, la commune comptait 8 081 habitants, en évolution de +8,41 % par rapport à 2016 (Morbihan : +3,82 %, France hors Mayotte : +2,11 %).
| 1793  | 1800  | 1806  | 1821  | 1831  | 1836  | 1841  | 1846  | 1851  |
| ----- | ----- | ----- | ----- | ----- | ----- | ----- | ----- | ----- |
| 3 468 | 2 789 | 2 715 | 3 488 | 3 561 | 3 755 | 3 590 | 3 836 | 3 803 |

| 1856  | 1861  | 1866  | 1872  | 1876  | 1881  | 1886  | 1891  | 1896  |
| ----- | ----- | ----- | ----- | ----- | ----- | ----- | ----- | ----- |
| 3 844 | 3 940 | 4 049 | 4 021 | 4 113 | 4 155 | 4 131 | 4 102 | 4 152 |

| 1901  | 1906  | 1911  | 1921  | 1926  | 1931  | 1936  | 1946  | 1954  |
| ----- | ----- | ----- | ----- | ----- | ----- | ----- | ----- | ----- |
| 4 076 | 4 119 | 4 357 | 4 071 | 4 206 | 4 229 | 4 187 | 4 198 | 4 062 |

| 1962  | 1968  | 1975  | 1982  | 1990  | 1999  | 2004  | 2006  | 2009  |
| ----- | ----- | ----- | ----- | ----- | ----- | ----- | ----- | ----- |
| 4 068 | 4 209 | 4 661 | 4 961 | 5 076 | 5 727 | 6 272 | 6 585 | 7 021 |

| 2014  | 2019  | 2022  | - | - | - | - | - | - |
| ----- | ----- | ----- | - | - | - | - | - | - |
| 7 399 | 7 862 | 8 081 | - | - | - | - | - | - |

## Politique et administration

### Tendances politiques et résultats

#### Élection présidentielle de 2022[48]
- Premier tour :
  - Abstention : 22,62 % des inscrits
  - Blancs ou nuls : 2,54 % des votants
  - Emmanuel Macron : 33,55 % des exprimés
  - Marine Le Pen : 22,32 %
  - Jean-Luc Mélenchon : 19,10 %
  - Yannick Jadot : 6,16 %
  - Éric Zemmour : 4,89 %
  - Valérie Pécresse : 4,10 %
  - Jean Lassalle : 2,33 %
  - Fabien Roussel : 2,14 %
  - Anne Hidalgo : 2,02 %
  - Nicolas Dupont-Aignan : 1,73 %
  - Philippe Poutou : 0,98 %
  - Nathalie Arthaud : 0,67 %
- Second tour :
  - Abstention : 24,65 % des inscrits
  - Blancs ou nuls : 10,06 % des votants
  - Emmanuel Macron : 63,83 % des exprimés
  - Marine Le Pen : 36,17 %

#### Élection présidentielle de 2017[49]
- Premier tour :
  - Abstention : 17,21 % des inscrits
  - Blancs ou nuls : 3,10 % des votants
  - Emmanuel Macron : 27,45 % des exprimés
  - Jean-Luc Mélenchon : 19,80 %
  - François Fillon : 17,66 %
  - Marine Le Pen : 17,60 %
  - Benoît Hamon : 7,86 %
  - Nicolas Dupont-Aignan : 5,14 %
  - Philippe Poutou : 1,34 %
  - Jean Lassalle : 1,32 %
  - Nathalie Arthaud : 0,94 %
  - François Asselineau : 0,64 %
  - Jacques Cheminade : 0,26 %
- Second tour :
  - Abstention : 20,78 % des inscrits
  - Blancs ou nuls : 12,78 % des votants
  - Emmanuel Macron : 70,35 % des exprimés
  - Marine Le Pen : 29,65 %

#### Élection présidentielle de 2012[50]
- Premier tour :
  - Abstention : 15,19 % des inscrits
  - Blancs ou nuls : 2,15 % des votants
  - François Hollande : 31,51 %
  - Nicolas Sarkozy : 26,01 % des exprimés
  - Marine Le Pen : 14,17 %
  - Jean-Luc Mélenchon : 11,48 %
  - François Bayrou : 10,51 %
  - Eva Joly : 2,76 %
  - Nicolas Dupont-Aignan : 1,44 %
  - Philippe Poutou : 1,28 %
  - Nathalie Arthaud : 0,61 %
  - Jacques Cheminade : 0,22 %
- Second tour :
  - Abstention : 14,74 % des inscrits
  - Blancs ou nuls : 5,57 % des votants
  - François Hollande : 56,35 % des exprimés
  - Nicolas Sarkozy : 43,65 %

#### Élection présidentielle de 2007[51]
- Premier tour :
  - Abstention : 11,80 % des inscrits
  - Blancs ou nuls : 1,37 % des votants
  - Ségolène Royal : 27,55 % des exprimés
  - Nicolas Sarkozy : 26,61 %
  - François Bayrou : 24,02 %
  - Jean-Marie Le Pen : 8,32 %
  - Olivier Besancenot : 3,86 %
  - Dominique Voynet : 2,36 %
  - Philippe de Villiers : 2,22 %
  - José Bové : 1,80 %
  - Marie-George Buffet : 1,18 %
  - Arlette Laguiller : 1,13 %
  - Frédéric Nihous : 0,76 %
  - Gérard Schivardi : 0,18 %
- Second tour :
  - Abstention : 11,39 % des inscrits
  - Blancs ou nuls : 4,58 % des votants
  - Ségolène Royal : 53,77 % des exprimés
  - Nicolas Sarkozy : 46,23 %

#### Élection présidentielle de 2002
- Premier tour :
  - Abstention : 22,77 % des inscrits
  - Blancs ou nuls : 2,67 % des votants
  - Jacques Chirac : 22,61 % des exprimés
  - Lionel Jospin : 20,52 %
  - Jean-Marie Le Pen : 13,40 %
  - François Bayrou : 6,65 %
  - Olivier Besancenot : 6,04 %
  - Arlette Laguiller : 5,67 %
  - Noël Mamère : 5,67 %
  - Jean-Pierre Chevènement : 4,31 %
  - Alain Madelin : 3,82 %
  - Jean Saint-Josse : 3,23 %
  - Robert Hue : 2,09 %
  - Christiane Taubira : 1,73 %
  - Corinne Lepage : 1,66 %
  - Bruno Mégret : 1,45 %
  - Christine Boutin : 0,77 %
  - Daniel Gluckstein : 0,37 %
- Second tour :
  - Abstention : 15,04 % des inscrits
  - Blancs ou nuls : 3,79 % des votants
  - Jacques Chirac : 86,73 % des exprimés
  - Jean-Marie Le Pen : 13,27 %

### Liste des maires
| Période                                  | Période      | Identité            | Étiquette  | Qualité |
| ---------------------------------------- | ------------ | ------------------- | ---------- | --- |
| Les données manquantes sont à compléter. |              |                     |            | |
| 1907                                     | 1913 (décès) | Hippolyte Guillemin |            | Officier à la retraite Conseiller général (1910-1913)                                                           |
| 1913                                     | 1946         | Jules Pabois        |            | Chevalier de la Légion d'honneur                                                                                |
| 1946                                     | 1959         | Louis Herrou        |            | Greffier |
| mars 1959                                | mars 1977    | Jean Grimaud        | RI puis PR | Commerçant Député de la 1re circonscription du Morbihan (1963-1978)                                             |
| mars 1977                                | mars 1989    | Jean de Kerangat    | DVD        | Expert forestier                                                                                                |
| mars 1989                                | juin 1995    | Bernard Thomyre     | SE-DVG     | Ancien responsable administratif Médaille militaire                                                             |
| juin 1995                                | mars 2014    | Paul Paboeuf        | PS         | Enseignant en IUT retraité, ancien adjoint au maire Président de la CC du pays de Questembert (1997-2014)       |
| mars 2014                                | 25 mai 2020  | Marie-Annick Martin | DVD (UDC)  | Retraitée Conseillère départementale (2015-2021)                                                                |
| 25 mai 2020                              | En cours     | Boris Lemaire       | DVG        | Cadre Yves Rocher Conseiller départemental (depuis 2021) Vice-président de Questembert Communauté (depuis 2020) |

### Politique environnementale
Questembert se caractérise par la mise en place de :
- système d'autostop participatif, entre le centre-ville et la gare, appelé Questen'pouce[55] ;
- système de collecte des déchets triés par traction hippomobile[56] ;
- « pédibus » pour deux écoles maternelles/primaires ;
- « coulée verte » périurbaine ;
- minimum de 20 % de produits alimentaires biologiques et locaux servis dans la restauration scolaire ;
- filière bois-énergie locale et réseau de chaleur bois pour le chauffage de la piscine communautaire et le centre de loisirs ;

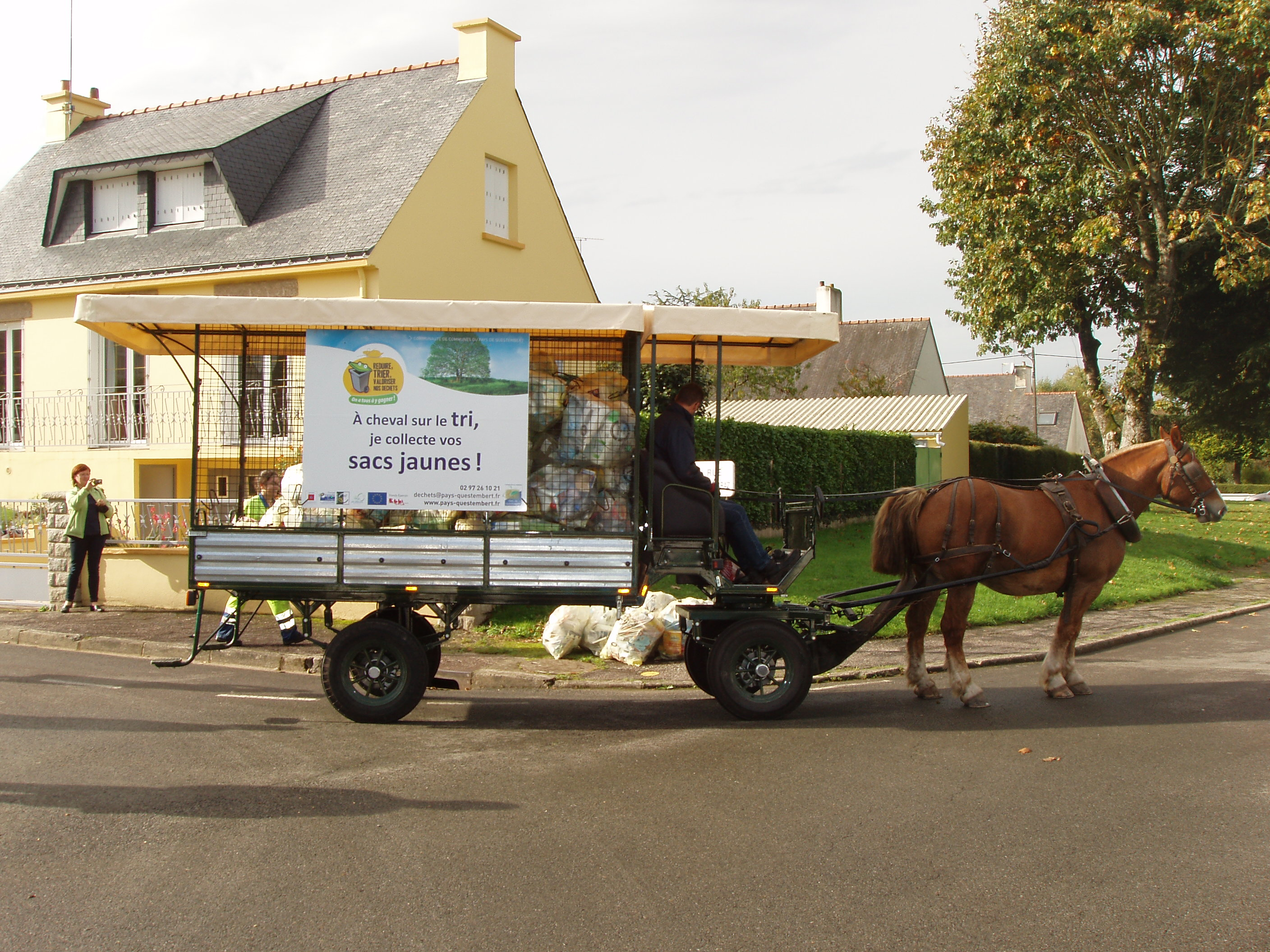
Ramassage des déchets à Questembert par les chevaux.

- « zéro phyto » depuis 2013.

### Enseignement

#### Français
La commune abrite un lycée (Marcelin-Berthelot), deux collèges (Saint-Joseph, Jean-Loup Chrétien), trois écoles maternelles et primaires (école Beau Soleil, école Notre-Dame, école Écol'eau Graines) et une maison familiale rurale. En 2008, l'institut de Questembert a procédé à un échange avec le Cinco Villas constaté de Ejea de los Caballeros, Saragosse, Espagne.[Quoi ?]

#### Bilingue: français breton
À la rentrée 2018, 87 élèves étaient scolarisés à l’école Diwan et dans les écoles bilingues (soit 10,6 % des enfants de la commune inscrits dans le primaire)[réf. nécessaire]. Cependant cette école ferme en 2020.

## Culture et patrimoine

### Histoire linguistique
En 1806, Questembert est noté par l'enquête impériale menée par Charles Coquebert de Montbret comme bretonnante. En 1843, dans l'enquête mené par M. Ogée, on y indique qu'on y parle le français. Le pays de Questembert avec celui de Muzillac appartient au « pays d'A-Bas », qui a fait l'objet d'un travail de collectage coordonné par Philippe Blouët, réalisé notamment dans les années 1980 par le cercle celtique-bagad de Questembert. Plusieurs publications sont à signaler (cahier de pays avec disque « Dastum numéro 6-chants traditionnels du bas pays- Muzillac Questembert » en 1982, « Sonneneù bro Gwened  ihuel 1 et 2 » par le cercle celtique de Questembert, puis un CD avec livret trilingue breton gallo français « chants du pays de Questembert » édité par l'association locale Andon et les éditions Alain Pennec en 2002, composé de chants collectés et réinterprétés, en français, gallo et en breton).
Si aucun locuteur natif du breton n'a été répertorié sur la commune de Questembert depuis le XIXe siècle, l'usage du gallo y est très largement répandu jusque dans la seconde moitié du XXe siècle et compte encore de nombreux locuteurs au début du XXIe siècle. Le parler gallo de Questembert possède quelques particularités phonétiques, notamment la prononciation mè ([mɛ]) pour «moi» ou la finale des verbes en -er qui se prononce [e] et non [ə] comme dans le bassin rennais. L'influence du breton s'y fait aussi sentir, quoique de façon marginale, sur certains mots, comme youtes (bouillie) qui est issu du breton yod, ou pobran (bouton d'or) dérivé du breton pav-bran.

### Patrimoine architectural
- Les halles du XVIe siècle,  Classé MH (1922) ;
- L'église Saint-Pierre ;
- La chapelle Notre-Dame-des-Neiges ;
- La chapelle Sainte-Suzanne ;
- La chapelle Sainte-Noyale ;
- La chapelle Saint-Michel,  Classé MH (1922) ;
- La chapelle Saint-Vincent du lieu-dit Saint-Doué,  Inscrit MH (1928) pour la Croix à bannière ;
- La chapelle Notre-Dame-de-l'O ;
- La chapelle Saint-Jean ;
- Le calvaire Saint-Michel,  Classé MH (1922) ;
- le moulin de Lançay ;
- L'hôtel Belmont ;
- Le puits de l'ancien presbytère,  Inscrit MH (1934) ;
- La croix du Congo,  Inscrit MH (1933) ;
- La croix des Buttes,  Inscrit MH (1933) ;
- Le château d'Ereck - Privé - fermé au public ;
- Le château de Bocquenay.

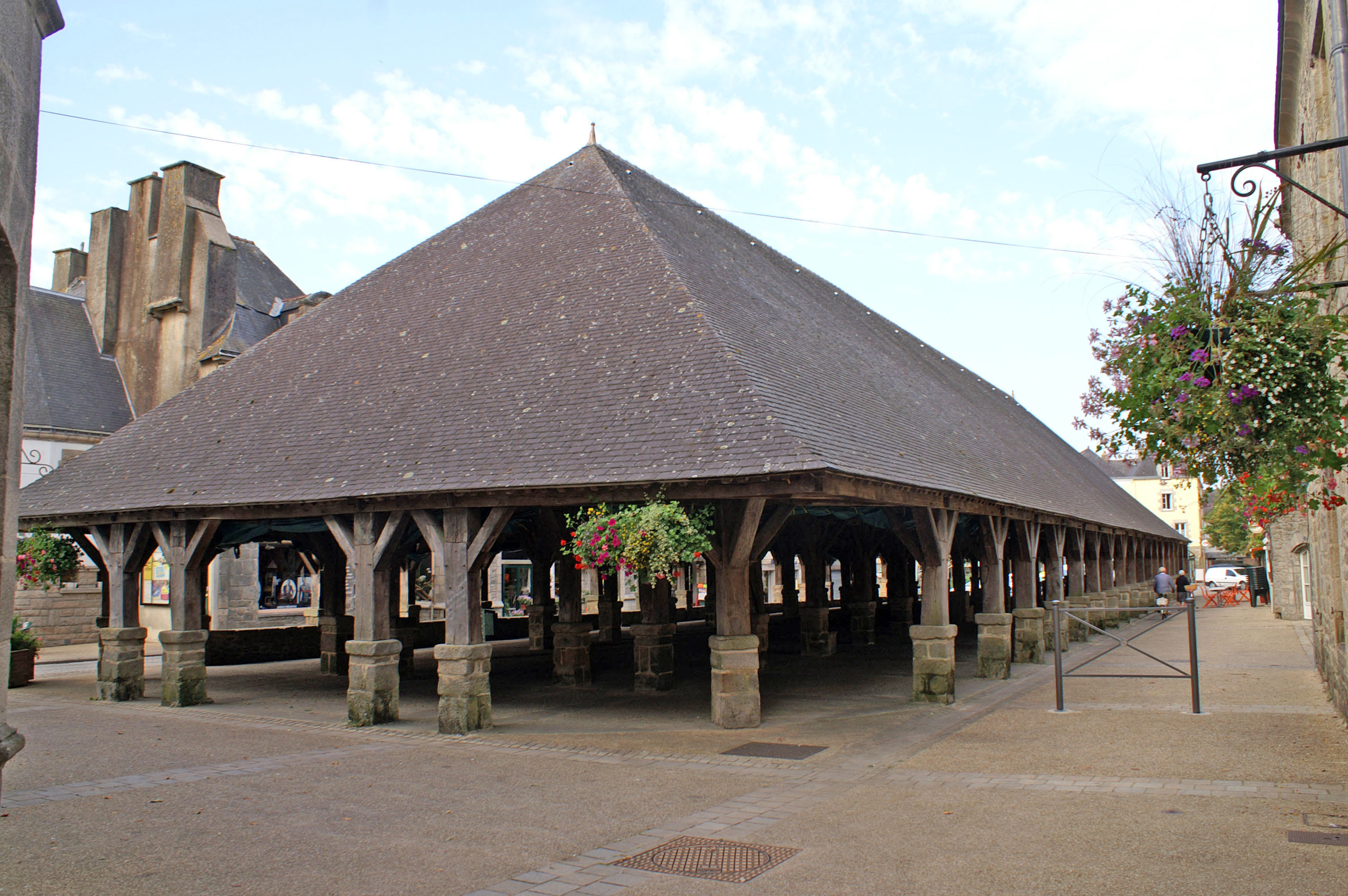
Halles.
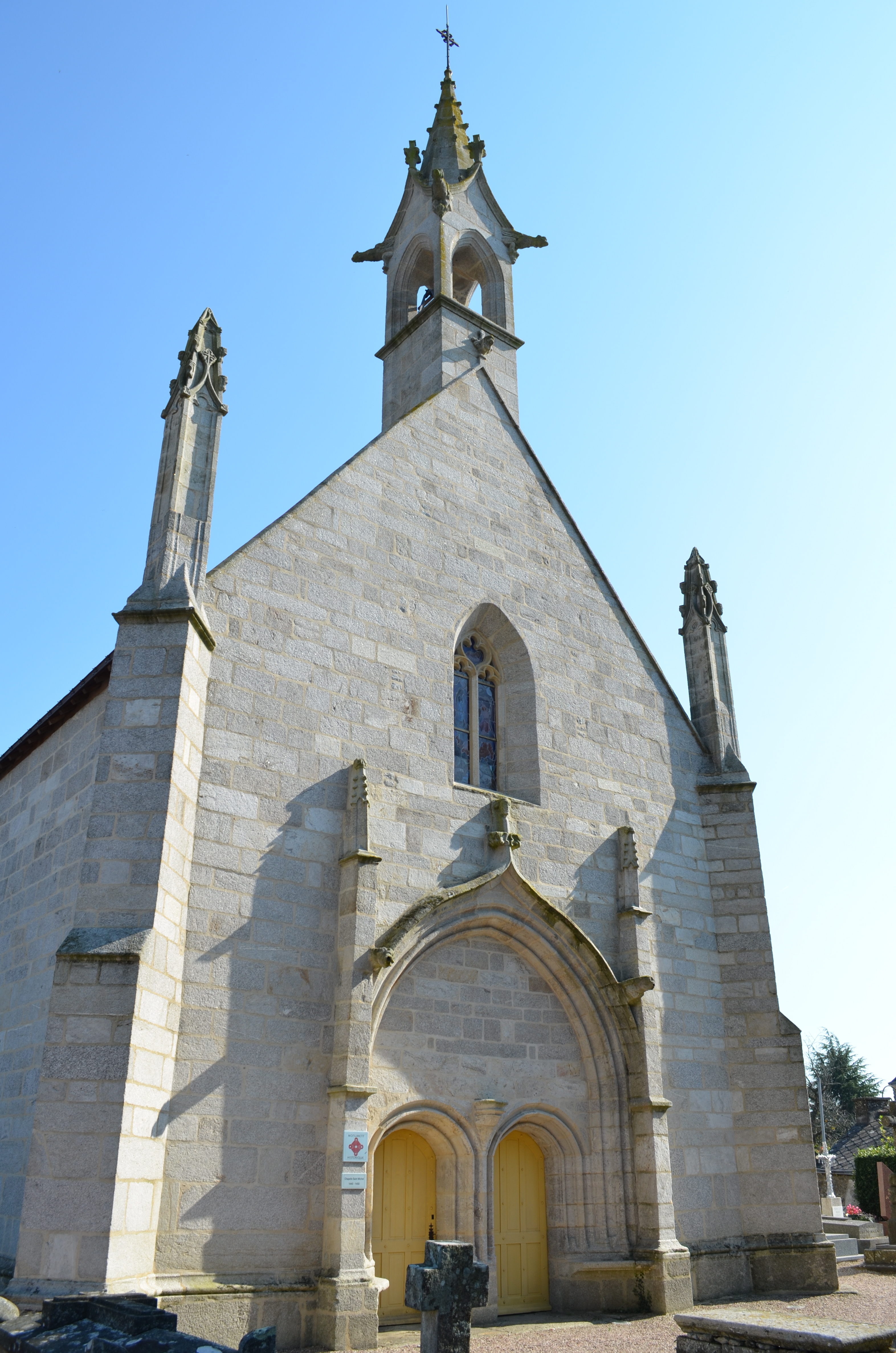
Chapelle Saint-Michel.
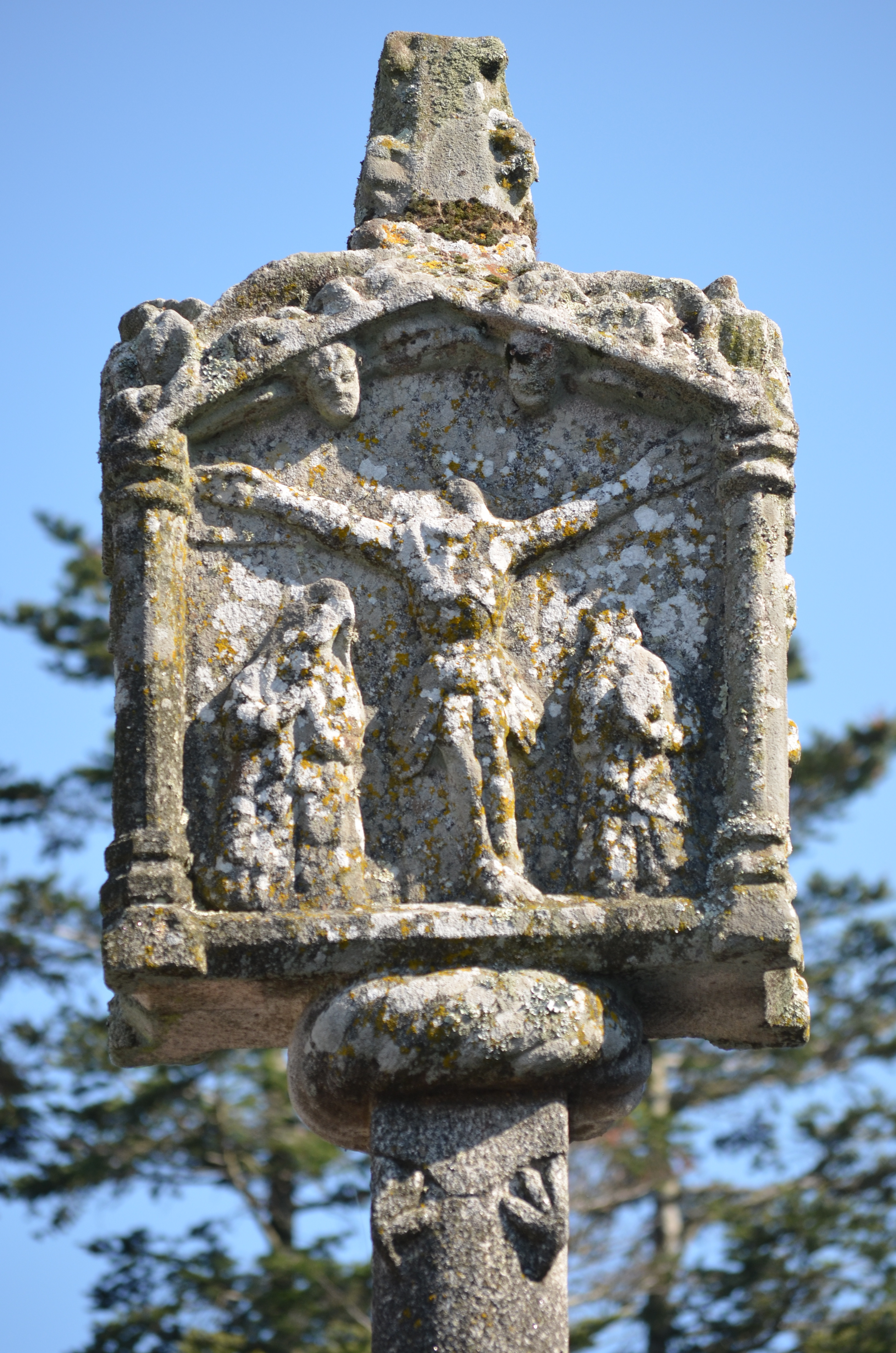
Calvaire Saint-Michel.
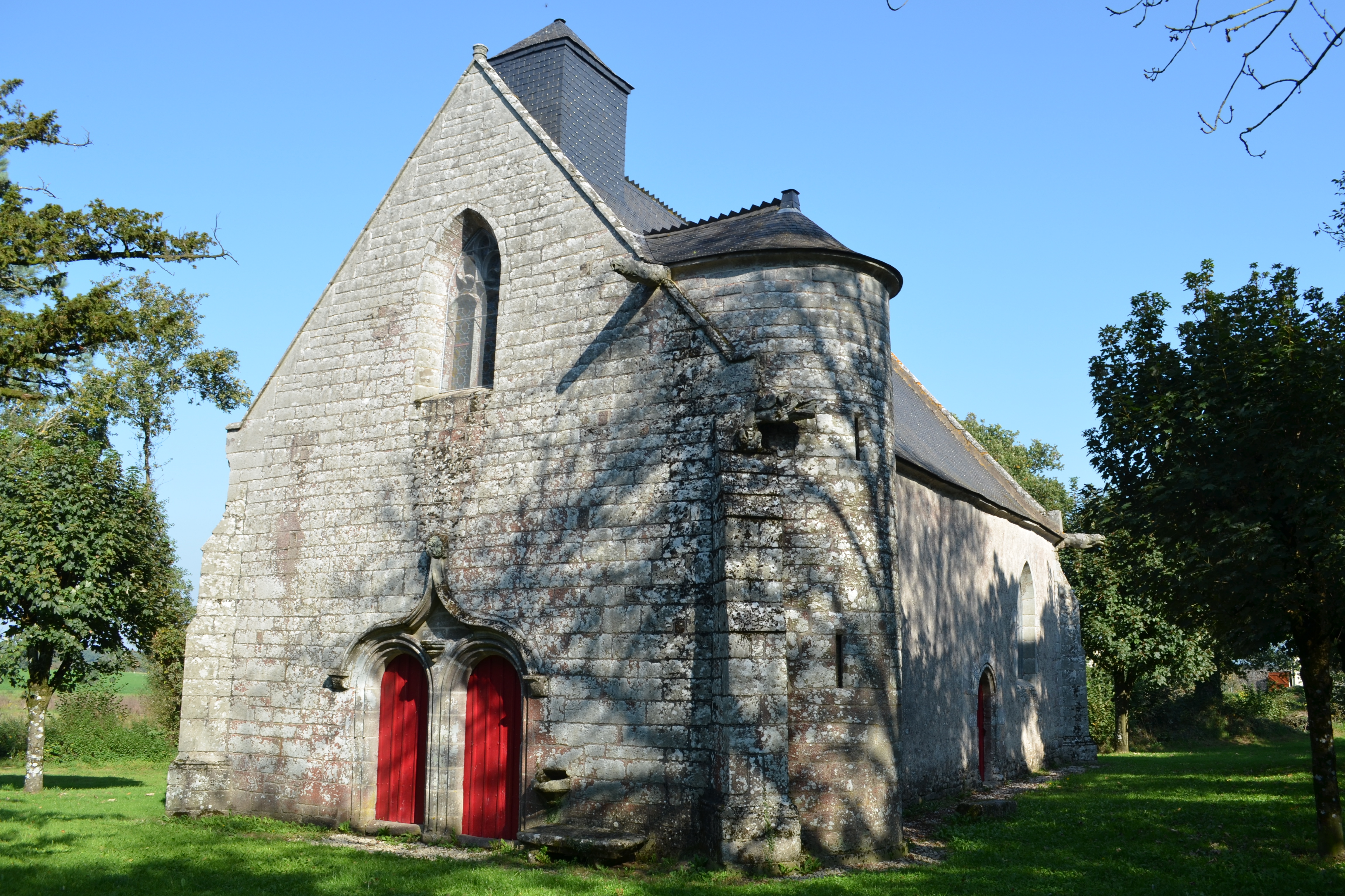
Chapelle Saint-Vincent.
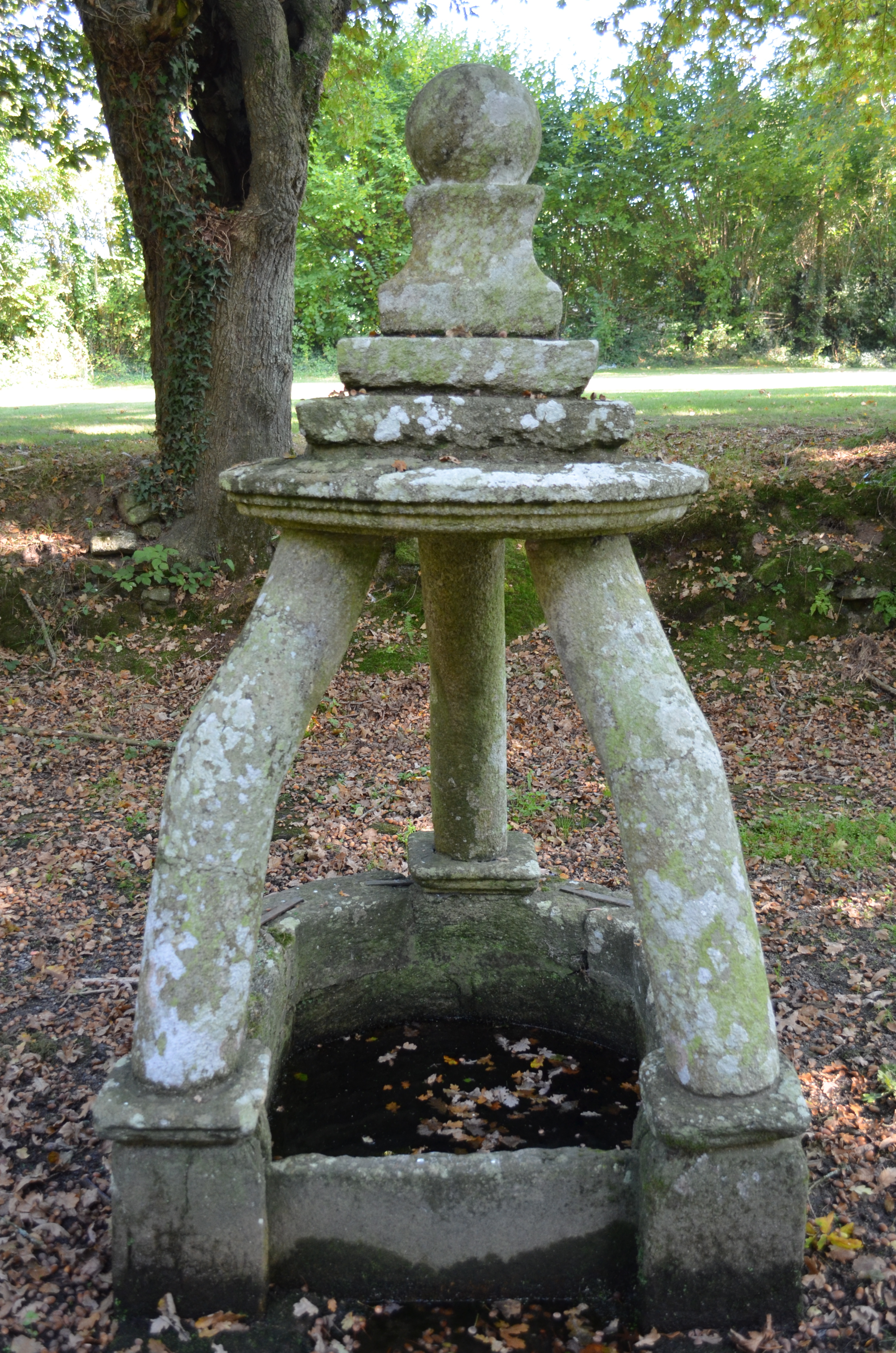
Puits de l'ancien presbytère.
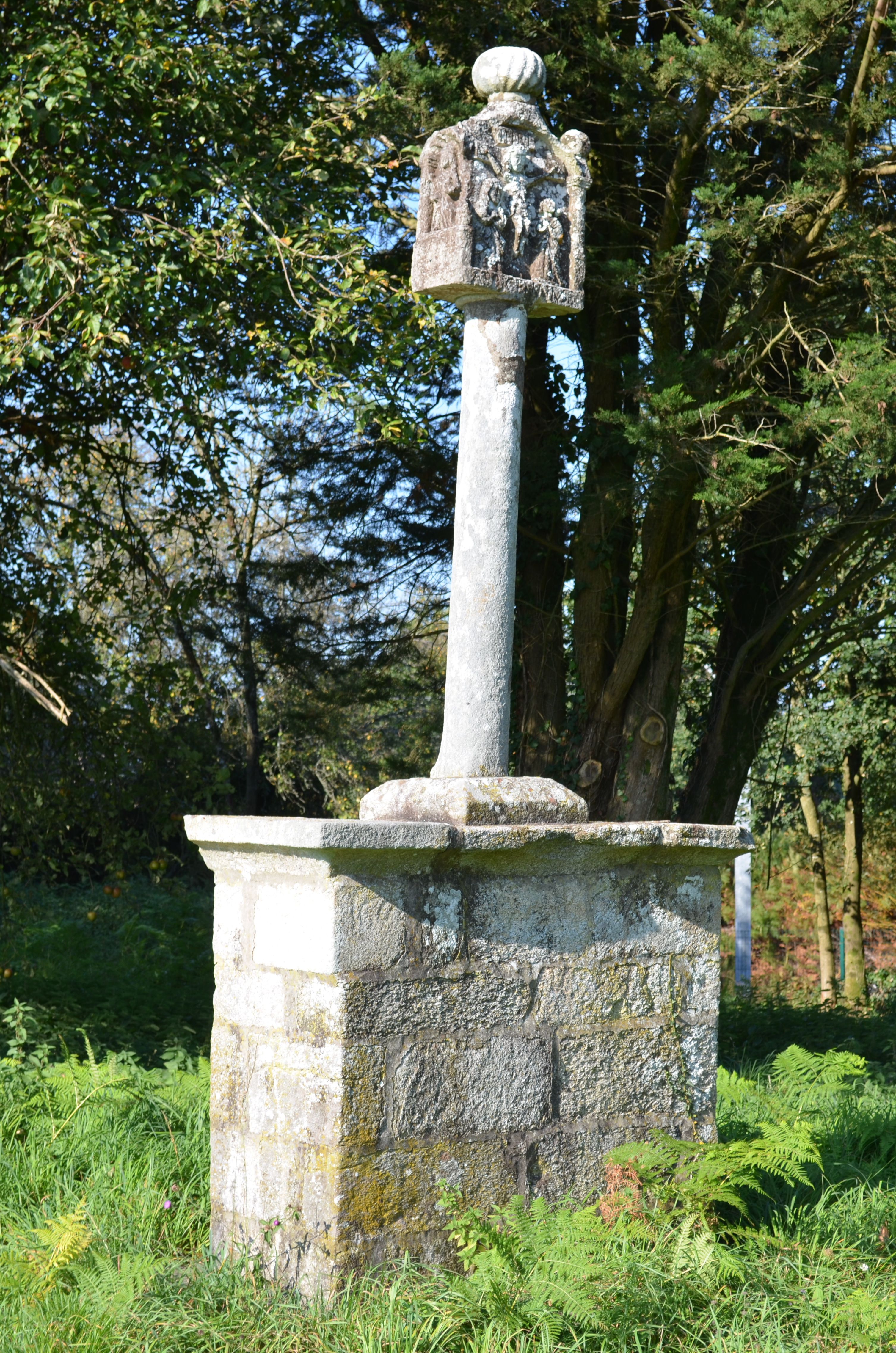
Croix du Congo.
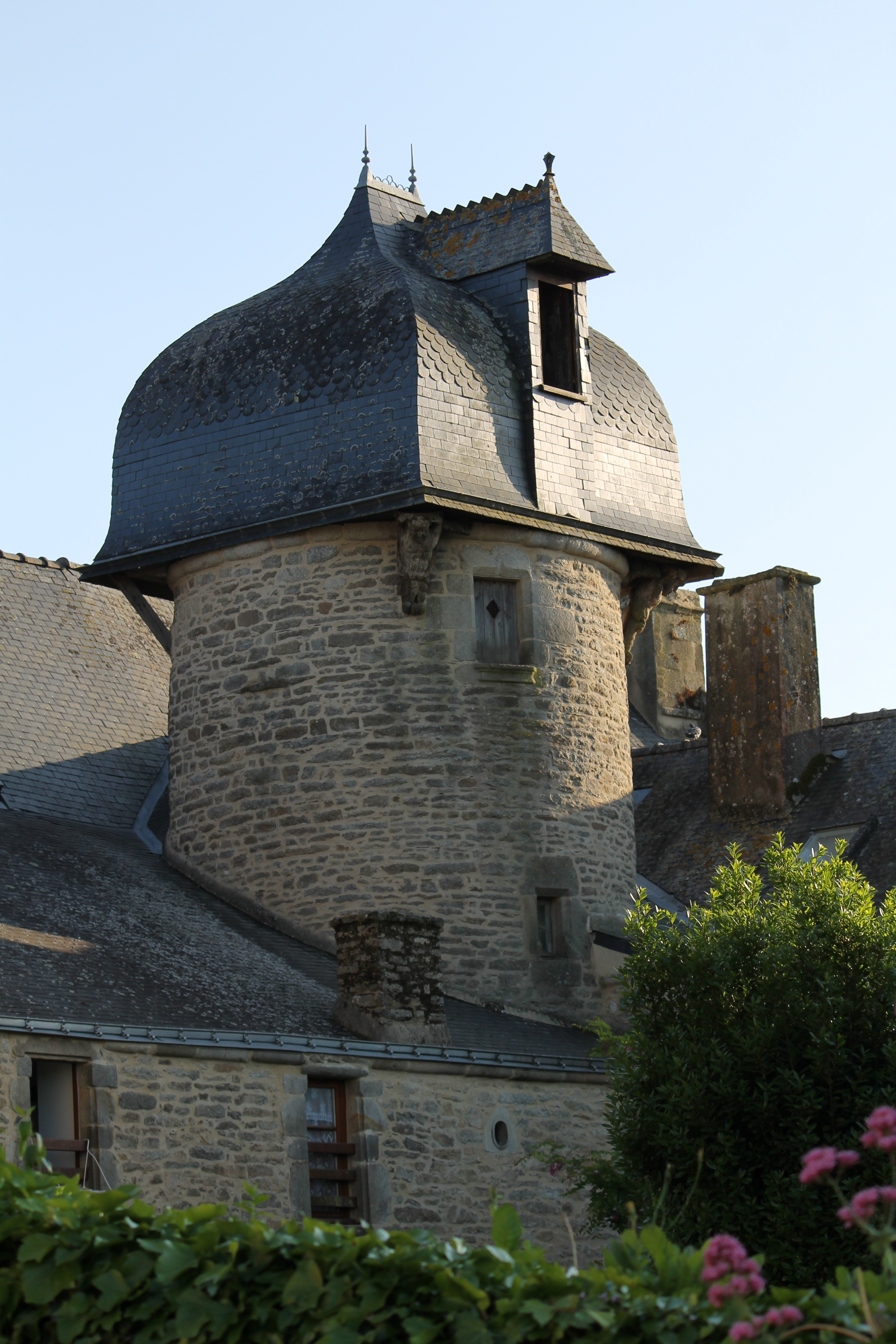
Tour de l'hôtel Belmont.

### Animation culturelle
Questembert bénéficie d'une riche animation culturelle.

#### Infrastructures
- Salle de spectacles intercommunale L'Asphodèle, fondée en 2006 ;
- Cinéma Art et Essai Iris ;
- Médiathèque.

#### Événements culturels
- Festival de théâtre jeune public Festi'Mômes[63], fondé en 2005, annuel jusqu'en 2015, puis biennal ;
- Festival des arts de la rue Festives Halles[64], annuel de 1997 à 2016 ;
- Salon du livre jeunesse[65], fondé en 2000, annuel jusqu'en 2015, puis biennal.

### Tradition: le chêne guérisseur du Hulo
« À Questembert, au lieu-dit "Le Hulo", on peut voir une niche contenant une statue de la Vierge Marie, l'ensemble étant fixé au tronc d'un vieux chêne tout au bord de la route. Des petits vêtements y sont souvent accrochés, car Notre-Dame-du-Hulo est invoquée pour guérir les maladies infantiles comme la rache, la gourme ou l'impétigo. En accrochant un linge ayant été porté par le petit malade, on obtenait la guérison par transfert. Cette même Vierge pouvait, paraît-il, aider les jeunes femmes à trouver un époux. Cette tradition était encore bien vivante avant la Seconde Guerre mondiale ».

### Héraldique
|  | Les armoiries de Questembert se blasonnent ainsi : D'or à un châtaignier arraché de sinople. |

## Sports et loisirs
- Hippodrome du Resto.
- La Bogue d'Or de Questembert : club omnisports fondé le 20 avril 1909 regroupant actuellement six sports dont le football, le tennis de table, la gymnastique, le GRS Twirling, la marche randonnée et la pétanque. La section football évolue en DSR. Tandis que celle du tennis de table évolue en D2 du comité du Morbihan de la FFTT. Le nom du club fait référence à la signification du nom de la commune en breton ("pays de la châtaigne").
- Les Avettes de Questembert : club de basket évoluant dans les championnats départementaux de la FFBB.
- Le HBCRK Handball Questembert : club de handball créé en 1991 dont l'équipe masculine évolue en Pré-Régionale (haut niveau départemental) et l'équipe féminime évolue elle aussi dans les championnats départementaux de la Fédération française de handball.
- Le CARQ : club d'athlétisme, running et cross-country crée en 1993 affiliée à la Fédération française d'athlétisme113 licenciés en 2022 .
- Questembert a accueilli le Tour de France 1997 le 9 juillet 1997.

## Personnalités liées à la commune
- René Mulot, missionnaire de la Compagnie de Marie, décédé à Questembert (1683-1749).
- Jean-Julien Le Mauff, officier de marine, né et décédé à Questembert (1731-1798).
- René Gabriel, recteur de Questembert et député aux États généraux de 1789 (1742-1821).
- Pierre-Marie Grayo de Keravenan, né à Questembert et curé de Saint-Germain-des-Prés (1762-1831)
- Bénigne-Urbain-Jean-Marie du Trousset d'Héricourt, évêque d'Autun, né à Questembert (1797-1851).
- Jean Grimaud, maire de Questembert et député (1909-1993).
- Roland Becker, créateur des Festives Halles (1997).